# Юнг, Сергей Александрович
Сергей Александрович Юнг (род. 10 августа 1955 года) — советский легкоатлет, специализировавшийся в спортивной ходьбе. 

## Карьера
Воспитанник владимирского спорта, спортивного центра "Луч" Владимирского завода "Электроприбор". Окончил ТУ-27.
На чемпионате Европы 1982 года был десятым на дистанции 50 км.
Три основные победы Сергея Юнга были одержаны в 1983 году. Он стал бронзовым призёром чемпионата мира, серебряным призёром кубка мира и чемпионом СССР.